# Rio San Marino
Le Rio San Marino, également connu sous l'appellation Torrent San Marino, est un petit cours d'eau à caractère torrentiel de 8,7 km de longueur, qui coule dans les provinces de Pesaro et Urbino et Rimini en Italie et dans la République de Saint-Marin.

## Géographie
Le Rio San Marino prend sa source sur le Monte San Paolo (864 m), dans la province de Pesaro et Urbino, dans la région des Marches, avant d'entrer dans la République de Saint-Marin, traversant les municipalités saint-marinaises de Fiorentino, Chiesanuova et Acquaviva - dans la curazia (l'équivalent saint-marinais d'une frazione italienne) de Gualdicciolo - puis revient en Italie, terminant son cours en se jetant dans le Marecchia à Torello, une frazione de la commune de San Leo, dans la province de Rimini, en Émilie-Romagne.

## Sources
- (it) Cet article est partiellement ou en totalité issu de l’article de Wikipédia en italien intitulé « Rio San Marino » (voir la liste des auteurs).